# ليني دنيس
ليني دنيس (بالإنجليزية: Lennie Dennis)‏ هو لاعب كرة قدم جامايكي في مركز الهجوم، ولد في 13 نوفمبر 1964 في لويشام ‏ في المملكة المتحدة. شارك مع منتخب جامايكا لكرة القدم. أما مع النوادي، فقد لعب مع نادي وكينغ.

## وصلات خارجية
- ليني دنيس على موقع الاتحاد الدولي (مؤرشف)  (الإنجليزية)
- ليني دنيس على موقع Soccerbase.com (لاعب) (الإنجليزية)